# ブリューゲルの動く絵
『ブリューゲルの動く絵』（ブリューゲルのうごくえ、The Mill and the Cross）は、2011年のポーランド・スウェーデン合作の歴史映画。監督はレフ・マイェフスキ、出演はルトガー・ハウアーとマイケル・ヨークなど。16世紀フランドル絵画の巨匠ピーテル・ブリューゲルの代表作の1つ『ゴルゴタの丘への行進』（1564年）の世界を実写とCGで再現した体感型アートムービーである。また、マイケル・フランシス・ギブソンの著書『The Mill and The Cross』から着想を得ている。
2011年のサンダンス映画祭で初上映され、同年の第10回サンフランシスコ映画批評家協会賞では特別賞を受賞した。

## ストーリー
16世紀のフランドル地方（現在のベルギー）の農村にいつも通りの朝が来る。仲睦まじい若夫婦は子牛を売りに出かける。切り立った岩山の上に立つ風車小屋の風車守の家族は小麦を挽く。長閑に見える村の人々の生活の一方で、支配者は異端者を残酷に迫害しており、若夫婦の夫は晒し者にされて殺される。村の様子をスケッチしていた画家のブリューゲルは、友人で美術品収集家である裕福な商人ヨンゲリンクから、この悲惨な様子を描けるかと挑戦的な問いを受ける。それに応えたブリューゲルが、風車守に合図して風車を止めると、目の前の光景がピタリと動きを止める。そのフランドルの風景の中に、十字架を背負わされ、ゴルゴタの丘に連れて行かれるキリストと、その母マリアの姿があった。風車が回り出し、再び人々が動き出すと、目の前で聖書の物語「十字架を担うキリスト」の光景が再現される。夜が明け、いつも通りの朝が来ると、村の人々は普段と変わらぬ生活を送る。
こうして描かれたブリューゲルの『ゴルゴタの丘への行進』は今、ウィーンの美術史美術館に展示されている。

## キャスト
- ピーテル・ブリューゲル: ルトガー・ハウアー - フランドルの画家。
- ニクラース・ヨンゲリンク（ドイツ語版）: マイケル・ヨーク - 美術品収集家。
- マリア: シャーロット・ランプリング - ブリューゲルの妻の30年後をモデルにした聖母。

## 作品の評価

### 映画批評家によるレビュー
Rotten Tomatoesによれば、42件の評論のうち高評価は79%にあたる33件で、平均点は10点満点中7.41点となっている。
Metacriticによれば、17件の評論のうち、高評価は15件、賛否混在は2件、低評価はなく、平均点は100点満点中80点となっている。

### 受賞歴
第10回サンフランシスコ映画批評家協会賞特別賞受賞。